# 秦岭鼢鼠
秦岭鼢鼠（学名：Eospalax rufescens），一种分布于中国西部地区的小型哺乳动物，隶属于鼹形鼠科凸颅鼢鼠属，模式产地为陕西太白山。

## 分类地位
本种分类地位之前存在争议，曾先后被视为中华鼢鼠（Eospalax fontanierii）甘肃亚种的同物异名、甘肃鼢鼠（Eospalax cansus）的一个亚种、中华鼢鼠太白亚种等。1986年，学者宋世英认为本种鉴别特征明显，应为独立种。1995年，李华以“二额顶嵴在中线处极靠近”的分类特征稳定将本种视为独立种。二十世纪九十年代，中国学者通过对染色体核型和C带带型的研究，支持本种为独立物种。2007年，有学者通过毛髓质指数的研究，同样支持本种为独立种。

## 形态特征
秦岭鼢鼠背毛毛基深灰色，毛尖铁锈红色，故背部呈现出鲜亮的锈红色，部分成体更带有红色。额头大多无白斑，少数个体有极细小白斑或仅几根白色短毛。